# Malmö Brunnsinrättning

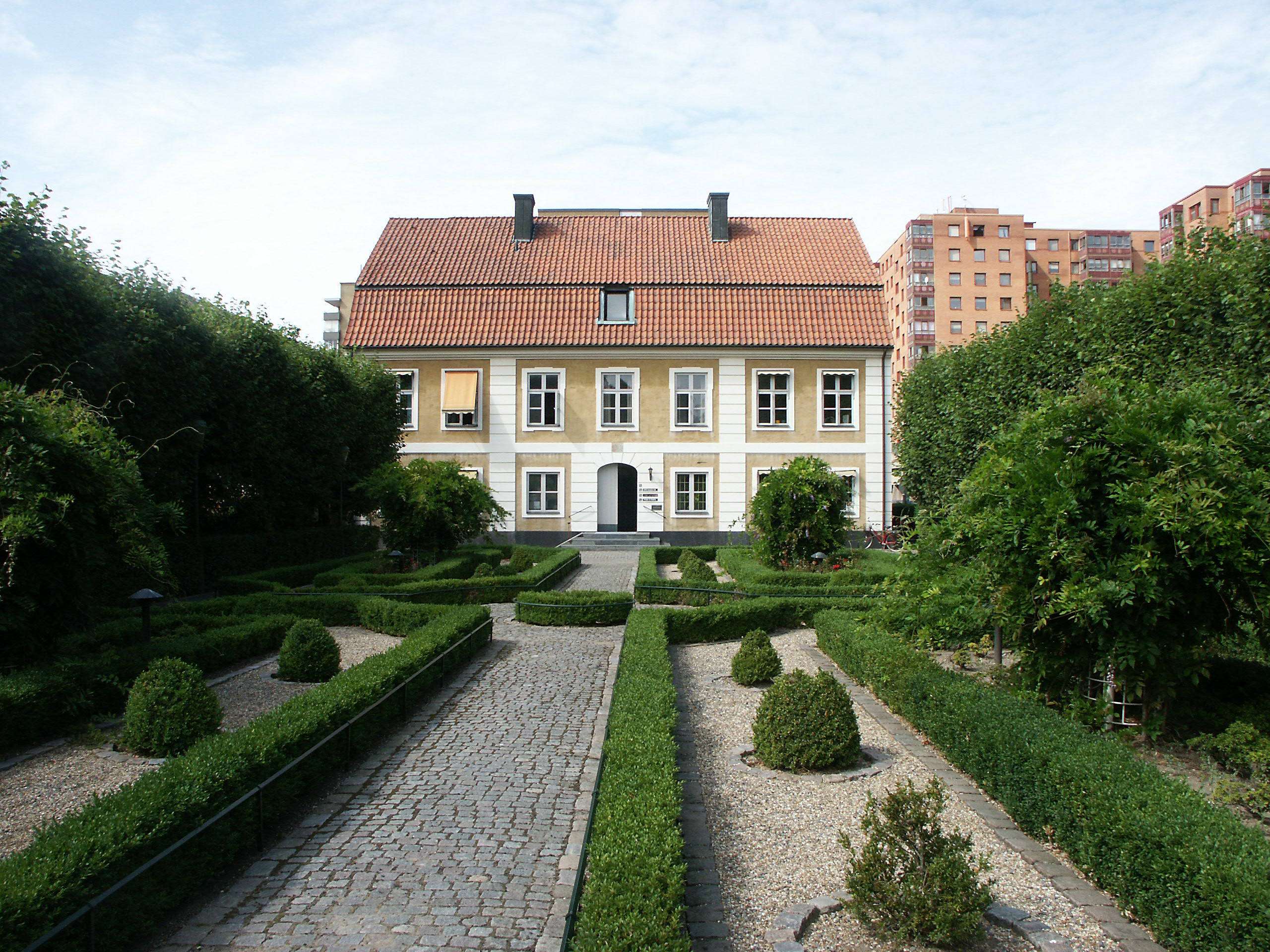
Lugnet, nuvarande Möllevångsgården vid Parkgatan i Malmö

Malmö Brunnsinrättning var en brunns- och kurortsrörelse utan egen hälsokälla i Malmö.
Apotekaren Johan Barkman (1789–1865) på Apoteket Lejonet öppnade 1836 en brunnsinrättning i Frans Suells tidigare lantgård Lugnet på Möllevången i Malmö. Gården, som var uppförd 1796, hade en park, vilken idag är Malmö Folkets park. Efter Frans Suells död, hade Lugnet på 1830-talet kommit i Barkmans ägo. Som en del av brunnsinrättningen lät Johan Barkman också uppföra ett badhus för brunnsgästerna i Malmö hamn.
Vid brunnsinrättningen serverades olika mineralvatten: från Karlsbad, Bad Ems, Marienbad, Kreutzbrunn (Marienbad) och Ferdinand Quelle (Marienbad), Spa, Bad Pyrmonter, Eger, Selters och Bad Wildungen.
Till brunnsinrättningen hörde ett badhus vid Hamnbryggan, med ångbad (så kallat "ryskt bad" ), "stål- och svavelbad", varma saltsjöbad och gyttjebad, samt ett kallbadhus.  
I brunnssalongen serverades till middagen "tre portioner brunnsmat" och till supén två. Här ordnades också konserter och musikaliska soaréer. Gästerna erbjöds brunnsdrickning och råd av läkare. Flertalet gäster bodde inne i själva staden. Bal hölls på söndagarna med stadsbor och brunnsgäster. 
Under de första somrarna kom över hundra inskrivna gäster. År 1845 lades verksamheten ned. 